# Су-35БМ
„Су-35БМ“ (по класификацията на НАТО: Flanker-Е+) е руски свръхманеврен реактивен многоцелеви изтребител от 4++ поколение, разработен от ОКБ Сухой, дълбока модернизация на прототипа Т-10С.
Официално изтребителя няма буквено обозначение, но с цел избягване на грешка с предшественика му Су-35, е обозначен като Су-35БМ, което идва от заводското му наименование Т-10БМ, а серийните самолети, предназначени за ВВС на Русия, ще бъдат обозначавани като Су-35С.
Според някои експерти, изхождащи от съвкупните характеристики на самолета, той може да бъде класифициран като изтребител от 5-о поколение, тъй като удовлетворява всички изисквания за изтребител 5-о поколение, подобно на американския Ф-22.

## Характеристики

### Технически характеристики
- Екипаж: 1 човек
- Дължина: 21,95 м
- Размахна крилото: 14,75 м
- Височина: 5,92 м
- Площ на крилото: 62,20 м²
- Маса:
  - празен: 19000 кг
  - нормална маса при излитане: 25500 кг
  - максимална маса при излитане: 38800 кг
  - маса на горивото: 11500 кг
- Двигател:
  - тип на двигателя: Газотурбинен, двуконтурен, турбореактивен двигател с управляем вектор на тягата (УВТ)
  - модел на двигателя: „АЛ-41Ф1С“
  - Тяга:
    - максимална: 2 × 8800 кгс
    - на форсаж: 2 × 14500 кгс

  - маса на двигателя: 1520 кг
  - управление вектора на тягата:
    - ъгли на отклонение вектора на тягата: ±16° във всички посоки, ±20° верикално и хоризонтално

### Летателни характеристики
- Максимална скорост
  - на височина: 2500 км/ч (2,35 Мах)
  - близо до земята: 1400 км/ч (1,17 Мах)
- Максимална бесфорсажна скорост >1300 км/ч (>1,1 Мах)
- Продължителност на полета
  - на височина: 3600 км (без ВР, 4500 с ВР)
  - близо до земята: 1580 км
- Таван на полета 19000 м
- Дължина на летищен пробег 400/650 м
- Натоварване на крилото
  - максимална маса при излитане: 611 кг/м²
  - нормална маса при излитане: 410 кг/м²
- Тежковъоръженост
  - максимална маса при излитане: 0,76
  - максимална маса при излитане: 1,14

## Инциденти
На 26 април 2009 г. на летището на Комсомолск на Амур аварира 3-тият летателен прототип на „Су-35БМ“, излизайки встрани от пистата при излитането си. Причината е отказ в системата за управление на двигателите. Пилотът-изпитател Евгений Фролов катапултира успешно.

## Варианти
„Су-35С“ – версия за руски ВВС (през 2012 г. 10 серии от 48 поръчани)

## Подобни самолети
- ПАК ФА
- Су-37
- Су-47
- F-35
- Ф-22

|  | Уикипедия разполага с Портал:Авиация |